# Trouble Maker (canção)
Trouble Maker (em coreano:  "트러블메이커") é uma canção interpretada pela dupla sul-coreana Trouble Maker, que consiste em Hyunseung (Jay Stomp) do B2ST e HyunA do 4minute. A canção foi lançada como single do primeiro EP da dupla, Trouble Maker, lançado em 1 de dezembro de 2011.

## Promoção e lançamento
Em 24 de novembro de 2011, a Cube Entertainment anunciou que Hyunseung e Hyuna formariam uma sub-unidade. A agência também divulgou o álbum de fotos da dupla para o seu auto-intitulado mini-álbum Trouble Maker. A foto apresenta um conceito de festa privada que mostra Hyunseung e Hyuna vestidos em ternos pretos.
Em 6 de dezembro de 2011 Hyunseung e Hyuna se apresentaram como Trouble Maker no concerto United Cube em Londres, como parte de sua turnê promocional. Eles, então, foram para o Brasil uma semana depois.
Após as promoções de Trouble Maker começarem, um grande número de fãs reclamaram da coreografia picante de Hyunseung e Hyuna, e a dupla também foram forçados a mudar sua rotina de dança devido a ser considerada muito sexy para a transmissão nacional, com uma nova coreografia entrando em vigor a partir de 9 de dezembro no Music Bank.

## Vídeo musical
O primeiro vídeo teaser da música foi lançado em 28 de novembro de 2011, enquanto o segundo foi lançado em 29 de novembro de 2011. O vídeo da música foi lançado em 1 de dezembro de 2011.
O vídeo "Trouble Maker" toca no tema de gato e rato. Situado em um hotel luxuoso, o vídeo é repleto de jogo arma e tensão sexual, com Hyunseung e Hyuna "espionando" um ao outro. No final do vídeo da música, Hyuna deixa o quarto do hotel em chamas, prendendo Hyunseung. Hyunseung então atira em Hyuna com uma arma antes que ela possa sair.

## Desempenho nas paradas
Em 24 de dezembro de 2011, 'Trouble Maker' estreou no número 1 no Gaon Singles Chart. A música alcançou a segunda posição da Billboard K-Pop 100 em 24 de dezembro de 2011.
A canção também recebeu numerosos prêmios de primeiro lugar em várias transmissões em programas musicais, uma tríplice coroa no M! Countdown (15, 22 e 29 de dezembro de 2011), um no Inkigayo (08 de janeiro de 2012) e um no Music on Top (5 de janeiro de 2012)
| Gráfico                      | Melhores posições |
| ---------------------------- | ----------------- |
| Gaon Singles chart           | 1                 |
| Gaon Local Singles chart     | 1                 |
| Gaon Streaming Singles chart | 2                 |
| Gaon Download Singles chart  | 1                 |
| Gaon BGM chart               | 1                 |
| Gaon Mobile Ringtone chart   | 4                 |
| Gaon Karaoke chart           | 4                 |
| Billboard K-Pop Hot 100      | 2                 |

Gráficos de fim de ano
| Gráfico                  | Melhores posições | Notas                  |
| ------------------------ | ----------------- | ---------------------- |
| Gaon 2011 Digital chart  | 78                | 165,914,070 Gaon Count |
| Gaon 2011 Download chart | 49                | 2,134,987 downloads    |
| Gaon 2012 Digital chart  | 54                | 170,475,934 Gaon Count |
| Gaon 2012 Download chart | 25                | 2,273,800 downloads    |

## Créditos
- Hyunseung - vocais
- Hyuna - vocais, rap
- Shinsadong Tiger - produção, composição, arranjo, música
- Rado - produção, composição, arranjo, música